# Psalm 13

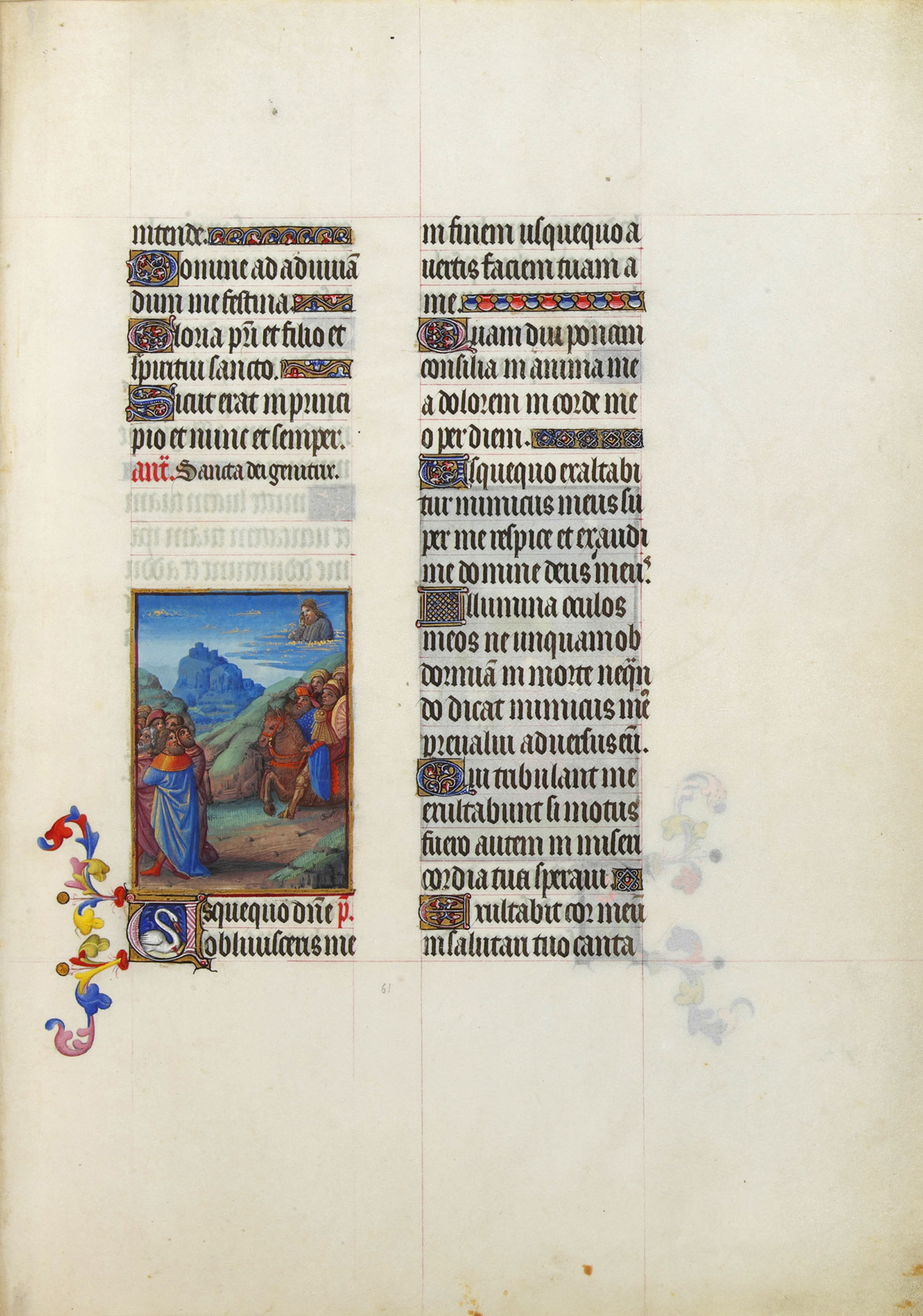
Psalm 13 in einer spätmittelalterlichen Handschrift

Der 13. Psalm (nach griechischer Zählung der zwölfte) ist ein Psalm Davids und gehört in die Reihe der „Klagelieder eines Einzelnen“. Lateinische Bruchstücke wurden u. a. 1832 mit den Wiggertschen Psalmenfragmenten entdeckt.  

## Text und Gliederung
Der Psalm kann auf folgende Weise gegliedert werden:
| 1 | [Für den Chormeister. Ein Psalm von/für David.]        |          | Überschrift                               |
| 2 | Bis wann, JHWH, vergisst du mich ganz?                 | [Gott]   | vorwurfsvolle Klage: Beschreibung der Not |
| 2 | Bis wann verbirgst du dein Gesicht vor mir?            | [Gott]   | vorwurfsvolle Klage: Beschreibung der Not |
| 3 | Bis wann trage ich Schmerz in meiner Seele,            | [Ich]    | vorwurfsvolle Klage: Beschreibung der Not |
| 3 | Kummer in meinem Herzen Tag um Tag?                    | [Ich]    | vorwurfsvolle Klage: Beschreibung der Not |
| 3 | Bis wann erhebt sich mein Feind über mich?             | [Umwelt] | vorwurfsvolle Klage: Beschreibung der Not |
| 4 | Blicke her, antworte mir, JHWH, mein Gott!             | [Gott]   | Bitte um Veränderung                      |
| 4 | Lass hell werden meine Augen,                          | [Gott]   | Bitte um Veränderung                      |
| 4 | dass ich nicht entschlafe zum Tod,                     | [Ich]    | Bitte um Veränderung                      |
| 5 | dass mein Feind nicht spricht: Ich habe ihn bewältigt! | [Umwelt] | Bitte um Veränderung                      |
| 5 | Meine Bedränger, sie jubeln, weil ich wanke,           | [Umwelt] | Bitte um Veränderung                      |
| 6 | ich aber, auf deine Huld vertraue ich.                 |          | Vertrauensäußerung auf Rettung            |
| 6 | Jubeln soll mein Herz bei deiner Hilfe:                |          | Dank und Lobgelübde                       |
| 6 | Ich will JHWH singen, denn er hat’s an mir vollbracht. |          | Dank und Lobgelübde                       |

An Psalm 13 wird der typische Aufbau eines Klagepsalms deutlich: Auf die Schilderung der Not folgt die Erlösungsbitte (jeweils in Bezug auf Gott, die eigene Person und die feindliche Umwelt) und daran schließt sich bereits der Dank für die Hilfe als Lobpreis an.

## Rezeption
- Vers 6 findet sich in dem Paul-Gerhardt-Lied Sollt ich meinem Gott nicht singen? wieder (z. B. Evangelisches Gesangbuch Nr. 325; Mennonitisches Gesangbuch Nrn. 18 und 19).
- In Feiert Jesus Bd. 3 hat How Long O Lord (Nr. 108) Bezüge zu Psalm 13.